# Novoveská lípa 2
Novoveská lípa 2 se nachází na hřbitově u kostela svatého Bartoloměje v Ostravě-Nové Vsi v Moravskoslezském kraji.

## Galerie

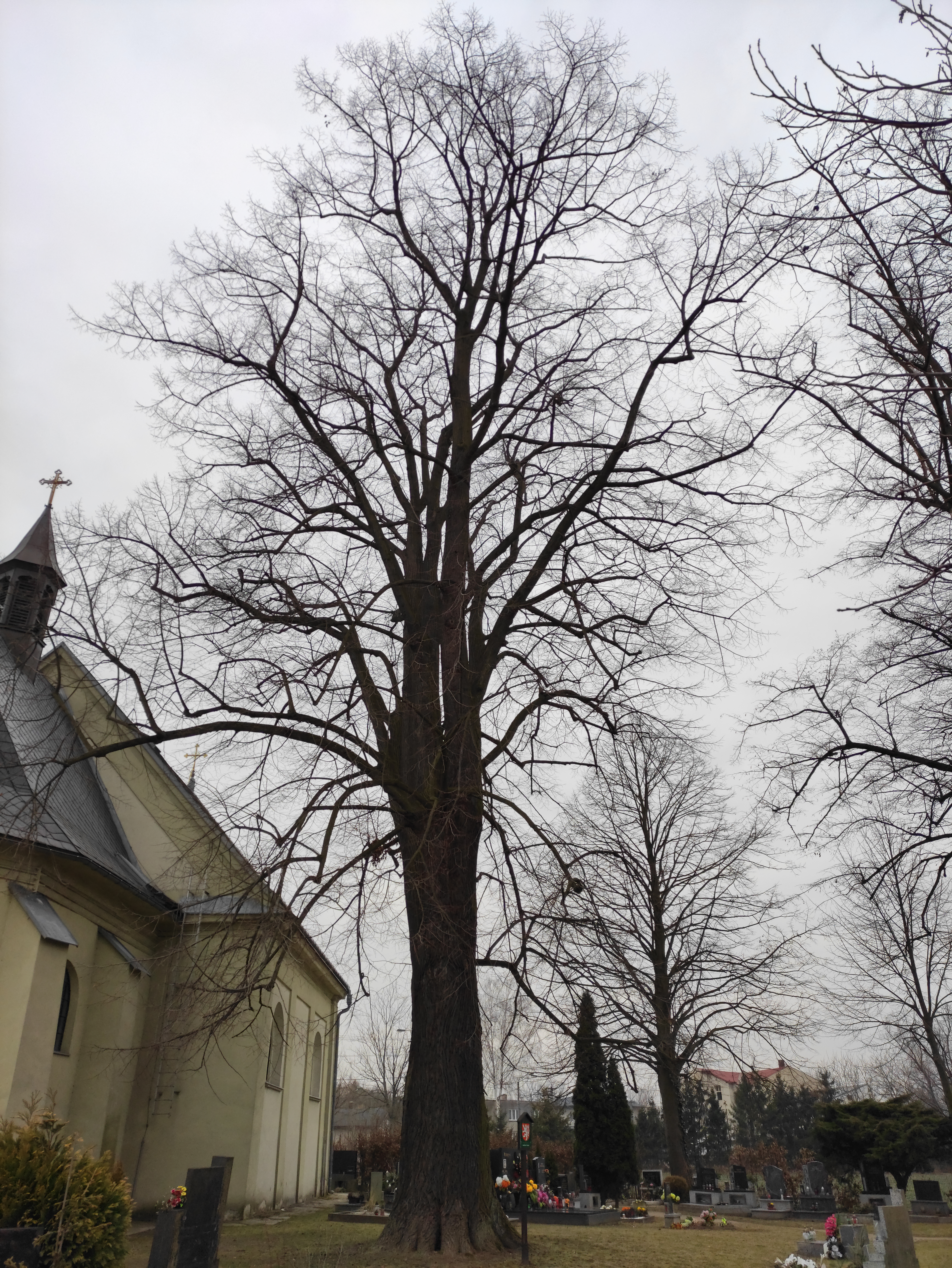
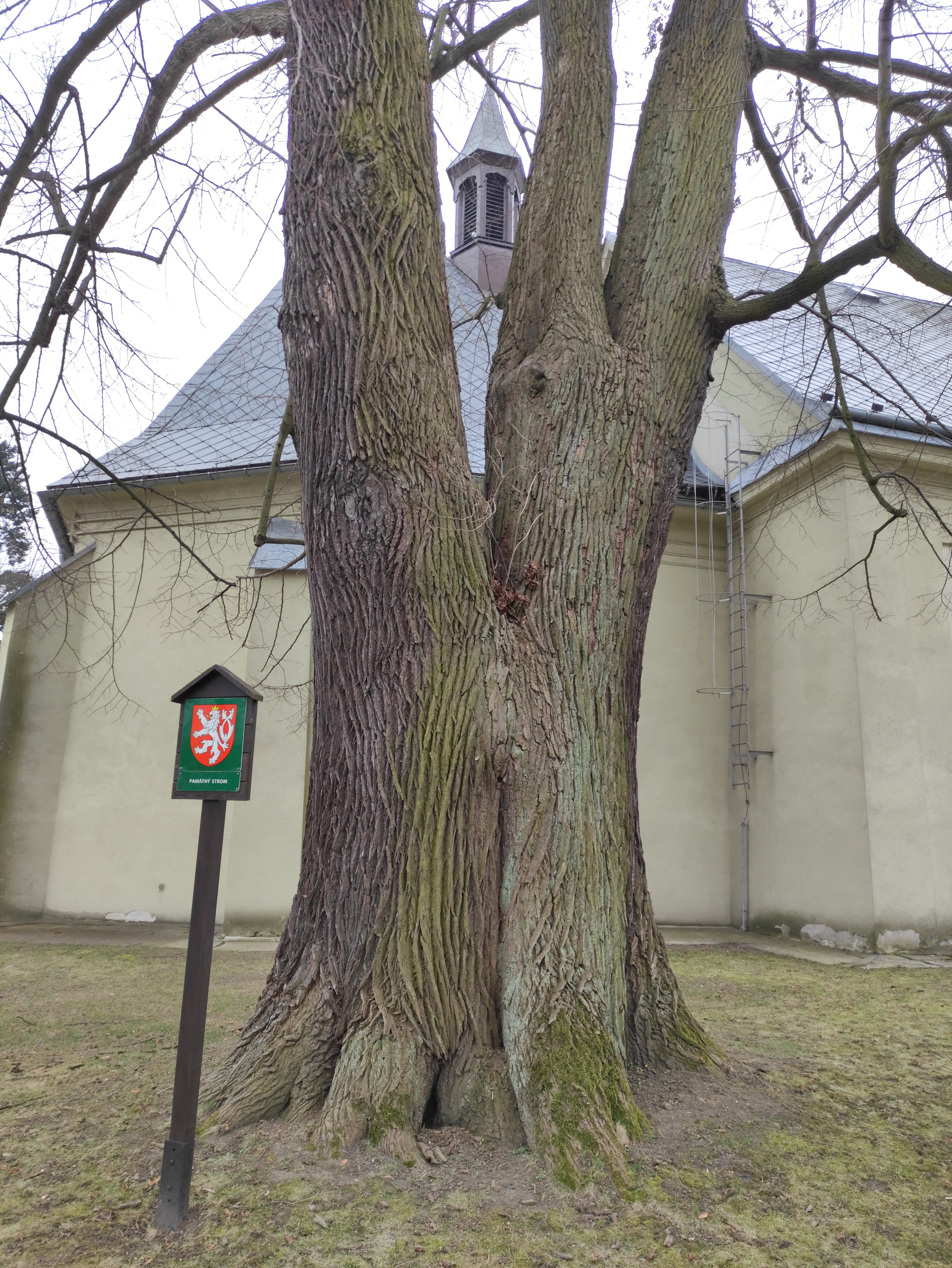

## Další informace
Údaje o stromu:
| Druh stromu                   | lípa velkolistá srdcolistá (Tilia platyphyllos subsp. cordifolia) |
| Výška                         | 28 m                                                              |
| Obvod stromu ve výčetní výšce | 5,13 m                                                            |
| Ochranné pásmo stromu         | dle zákona                                                        |
| Datum ochrany                 | 1. listopadu 1981                                                 |
| Stáří stromu k roku 2018      | asi 230 let                                                       |